# Бранкалеоне (роман)
«Бранкалеоне» — комический роман на итальянском языке, впервые опубликованный в 1610 году в Милане. Его автором долгое время считали А. Дж. Безоцци, но с конца XX века считается доказанным, что роман написал Джованни Пьетро Джуссани (приблизительно 1548—1623). «Бранкалеоне» продолжает европейскую комическую традицию, причём её первая часть находится под заметным влиянием «Золотого осла» Апулея.
Главный герой романа — осёл, который переходит от одного хозяина к другому и слушает истории, рассказанные разными людьми.